# Ivan Vyrypaïev
Ivan Alexandrovitch Vyrypaïev (en russe : Иван Александрович Вырыпаев; en polonais : Iwan Wyrypajew), parfois orthographié Ivan Viripaev, est un acteur, dramaturge, réalisateur, scénariste et metteur en scène polonais né le 3 août 1974 à Irkoutsk (URSS). Il est l'une des figures majeures du mouvement de la nouvelle dramaturgie. Fondateur et producteur général de la fondation privée polonaise Weda Project. Lauréat de nombreux prix littéraires, théâtraux et cinématographiques, notamment au Festival international de théâtre contemporain de Stuckemarkt, au festival international du film de Varsovie, au festival international du film de Rome et à bien d'autres occasions.
Vyrypaïev est connu pour sa position intransigeante sur la non-collaboration avec l'État russe, formulée après l'invasion de l'Ukraine par la Russie, qu'il a dénoncée dans les termes les plus forts.

## Biographie
1974 : 
- Le 3 aout, naissance à Irkoutsk d'Ivan, le fils d'Aleksandr Nikolaïevitch Vyrypaïev et de Vera Timofeïevna Vyrypaïeva

1995 : 
- À 21 ans Ivan Vyrypaïev termine ses études d'acteur à l'École de théâtre d'Irkoutsk (ru).

1998 : 
- C'est la dernière année de sa fonction de comédien au Théâtre de la musique et du drame de Magadan appelé Maxime Gorki (ru) puis au Théâtre du drame et de la comédie du Kamtchatka (ru) à Petropavlovsk-Kamtchatski.
- Il revient dans sa ville natale où il fonde la compagnie indépendante de théâtre-studio Espace de jeu et suit par correspondance les cours de mise en scène de l'institut d'art dramatique Boris Chtchoukine de Moscou.

1999 à 2001 : 
- Il enseigne dans la section de formation des acteurs à l'école de théâtre d'Irkoutsk. Il écrit La Saint Valentin et, en décembre 2000, au premier festival du théâtre documentaire à Moscou, il joue dans Les Rêves, pièce qu'il a créée à Irkoutsk[5].

2001 : 
- Contraint de quitter Irkoutsk à la suite de pressions exercées par des institutions théâtrales locales, il emménage à Moscou et participe avec Elena Anatolievna Gremina (ru), Maksim Aleksandrovitch Kourotchkine (ru), Olga Mikhaïlova[6], Mikhaïl Iourievitch Ougarov (ru) à la fondation du Centre de la pièce nouvelle et sociale Teatr.doc (ru). La même année, à Die, Les Rêves représente la Sibérie au festival Est-Ouest.

2002 : 
- À Paris, le Théâtre de la Cité internationale l'accueille dans le cadre de Moscou sur scène, mois du théâtre russe contemporain.
- En octobre, il participe en tant qu'interprète à la création de sa pièce Oxygène mise en scène par Viktor Anatolievitch Ryjakov au Teatr.doc (ru). Elle obtient un grand succès public[7].

2004 : 
- En décembre, dans une mise en scène de Viktor Anatolievitch Ryjakov, il interprète le prophète Jean dans sa pièce «Genèse n° 2» écrite d'après un document d'Antonina Velikanova

2005 : 
- Ivan Vyrypaïev consacre l'année à l'écriture du scénario et à la réalisation de son premier long métrage cinéma Euphorie qui va obtenir de nombreuses distinctions (voir page consacrée à ce film).

2006 : 
- En novembre, sa pièce Juillet est créée à Moscou au théâtre Praktika (ru)[8] dans une mise en scène de Viktor Anatolievitch Ryjakov (ru)[9].

2007 : 
- Au début de l'année il quitte le théâtre Praktika dont il avait assuré pendant quelques mois la direction artistique pour créer sa propre structure de production de projets innovants qu'il nomme « Mouvement Oxgène »

2008 : 
- Les 26 et 27 novembre, à l'Ecole de théâtre moderne (ru), il met en scène le spectacle Expliquer d'après des poèmes du poète kazakh Abaï Kounanbaïouly avec Karolina Gruszka et Alekseï Vitalievitch Filimonov (ru) dans le rôle de Sanek[10].

2009 : 
- En septembre, Ivan Vyrypaïev met en scène Juillet en langue polonaise sur la Scène à Wola appelée Tadeusz Łomnicki (pl) à Varsovie. Son épouse, Karolina Gruszka en est l'interprète.

2006-2013 : 
- Il est producteur artistique du théâtre Praktika de Moscou ; en 2013-2016, directeur artistique du théâtre Praktika[11]. En 2020-2021, il est producteur général du projet Okko Theater, où il produisait et filmait des spectacles présentés sur la plateforme en ligne Okko. Il a enseigné au GITIS, à l'école du studio du théâtre d'art de Moscou et à l'Académie des arts du théâtre de Varsovie.

2013 : 
- En octobre, Ivan Vyrypaïev et Kazimir Liske (ru) mettent en scène la pièce-concert Le Sucre au théâtre Praktika (ru) à Moscou[12].

2014 : 
- Au printemps, il commence le tournage de son long-métrage Sauvetage au Tibet indien. La première a lieu en juin 2015 au festival Kinotavr à Sotchi. L'actrice Polina Vladimirovna (Grichina) Liske y reçoit pour son interprétation le prix de la meilleure actrice.
- En novembre, la traduction française de Les Énivrés reçoit les prix Domaine étranger et le prix de la traduction aux journées de Lyon des auteurs de théâtre[13].

2016 : 
- En septembre, Vyrypaïev et Karolina Gruszka créent à Varsovie la structure de production Weda Producje (films, spectacles et ateliers pour les jeunes artistes) dont la première création est la version polonaise de Solar Line, dernière pièce en date de l'auteur, au Teatr Polonia Varsovie le 14 octobre 2016.

2018 : 
- Le 14 septembre, Vyrypaïev met en scène sa pièce Iranska Konferencja (version polonaise), une production Weda Producje, créée au Teatr Dramatyczny Varsovie[14].

2021: 
- le 28 décembre, Ivan Vyrypaïev déclare dans la revue polonaise Kultura : « le terme « metteur en scène russe » ne me correspond plus. J'ai rompu toutes les relations avec la Russie[15]. »
- Les 28, 29 et 30 décembre, il met en scène au Nowy Teatr Varsovie la création documentaire 1.8 M[16] en soutien aux prisonniers politiques s'opposant aux régimes totalitaires en Biélorussie et dans d'autres pays. Basée sur des lettres et témoignages de détenus biélorusses rassemblés par un groupe de dramaturges, c'est une production Weda projekt.

2022: 
- Le 8 mars, il annonce publiquement sa volonté de reverser l'intégralité de ses droits d'auteurs perçus en Russie à une fondation humanitaire polonaise d'aide aux réfugiés ukrainiens, ce qui entraîne une interdiction totale et une procédure pénale à son encontre[17]. Soumis à une pression des autorités, plusieurs théâtres russes (Bolchoï Drama Teatr (BDT) de Saint-Petersbourg, Théâtre des Nations et théâtre Pouchkine de Moscou, etc.) déprogramment ses spectacles.
- Le 21 mai, il annonce qu'il renonce à sa citoyenneté russe et reçoit la nationalité polonaise.

2023 : 
- Du 2 au 5 février, il met en scène au Lietuvos Nacionalinis Dramos Teatras de Vilnius la version lituanienne de sa pièce Les Énivrés sous le titre Girti[18].
- Entre février et octobre, sa création documentaire 1,8 M (en bélarusse, polonais et russe) effectue une tournée française à La Comédie de Reims, au Théâtre Nanterre-Amandiers, à la Comédie de Clermont-Ferrand, au Théâtre national populaire de Villeurbanne (Festival Sens Interdits).
- En mai, il est à l'initiative de la Fondation Teal House dont il est le directeur artistique et le producteur[19]. Cette fondation présidée par Karolina Gruszka, son épouse et sa partenaire artistique, a pour but le développement créatif et spirituel. C'est aussi une aire de soutien aux artistes réfugiés qui offre à Varsovie des espaces de travail, de rencontre et de représentation, ainsi qu'une « méthodologie, une philosophie, une pratique et une boussole pour ceux qui ont besoin d'aide dans la recherche de leur propre chemin de développement »
- Le 16 décembre, le verdict tombe au tribunal Basmany de Moscou concernant son procès pour « propagation de fausses informations sur l'armée russe » fondée sur la « haine politique » : il est condamné par contumace à 8 ans de prison ferme[20], sur le fondement de l'article 207.3 du code pénal russe.

### Vie privée
- Première épouse : Svetlana Sergueïevna Ivanova-Sergueïeva (ru) mère de leur fils Guennadi né en 1994.
- Deuxième épouse . De 2003 à 2007 il est marié à l'actrice Polina Vladimirovna Agoureïeva (ru) que l'on peut voir dans son film Euphorie. C'est la mère de leur fils Piotr né le 26 octobre 2004.
- Troisième épouse. En 2007 il se marie avec l’actrice polonaise Karolina Gruszka. Tous les deux vivent en Pologne depuis 2014. C'est la mère de leur fille Maïa née en 2012.

## Théâtre
Les pièces d'Ivan Vyrypaïev ont été jouées dans plus de 250 théâtres, en Corée du Sud, aux États-Unis, en Pologne, en Bulgarie, en Grande-Bretagne, en Hongrie, en Allemagne, au Canada, en Lettonie, en Lituanie, au Portugal, en Roumanie, en Slovaquie, en Slovénie, en France, en République tchèque et en Estonie. Avant l'invasion de l'Ukraine par la Russie, ses œuvres étaient à l'affiche dans 35 scènes ukrainiennes. Ses textes ont été traduits dans plus de 30 langues et sont accessibles au public sur le site officiel de l'écrivain. En tant que metteur en scène, Vyrypaïev a monté des représentations dans de nombreux endroits à travers l'Europe et les États-Unis.
Le théâtre d'Ivan Vyrypaïev est édité en France aux éditions Les Solitaires intempestifs.
- Les Rêves (suivi de) Oxygène, traduit du russe par Elisa Gravelot, Tania Moguilevskaia et Gilles Morel, 2005
- Genèse n° 2, traduit du russe par Tania Moguilevskaia et Gilles Morel, 2007
- Danse « Delhi », traduit du russe par Tania Moguilevskaia et Gilles Morel, 2011
- Les Enivrés, traduit du russe par Tania Moguilevskaia et Gilles Morel, 2014
- Les guêpes de l'été nous piquent encore en novembre (suivi de) Illusions, traduit du russe par Tania Moguilevskaia et Gilles Morel, 2015
- Insoutenables longues étreintes, traduit du russe par Sacha Carlson et Galin Stoev, 2018

## Filmographie

### Réalisateur
- 2006 : Euphorie
- 2009 : Oxygène
- 2009 : Court-circuit : Cinq histoires d'amour
- 2009 : Supergoper film d'animation (Супергопер)
- 2012 : La Danse de Delhi (ru)
- 2015 : Le Salut (Спасение)
- 2020 : OVNI (UFO)

### Scénariste
- 2002 : Argent (en russe : Деньги)
- 2006 : Euphorie
- 2006 : Boumer. Deuxième film (ru)
- 2006 : Bunker, ou Scientifiques sous terre (en russe : Бункер, или Учёные под землёй)
- 2007 : Le Meilleur Moment de l'année
- 2007 : Antonina s'est retournée
- 2009 : Oxygène (film, 2009)
- 2009 : Court-circuit : Cinq histoires d'amour
- 2010 : Lumière pure (en russe : Чистый свет)
- 2012 : Danse «Delhi» (ru)
- 2015 : Sauvetage (en russe : Спасение)
- 2020 : OVNI

### Acteur
- 2002 : Journal d'un meurtrier (ru) : Ivan Azovski
- 2006 : Bunker, ou Scientifiques sous terre (en russe : Бункер, или Учёные под землёй) : Guidon
- 2006 : Boumer. Deuxième film (ru) : un sans-abri dans un café
- 2015 : Sauvetage (en russe : Спасение) : un photographe

### Producteur
- 2010 : Lumière pure (en russe : Чистый свет)

## Distinctions
- Pour Euphorie, au moins sept distinctions sont citées sur la page consacrée à ce film.
- Kinotavr 2009 :
  - Prix de la mise en scène et prix de la meilleure musique pour Oxygène
  - Meilleure réalisation[21]
  - Prix de la guilde des critiques et historiens du cinéma